# Lageveense Polder
De Lageveense Polder is een polder en voormalig waterschap in de gemeente Lisse in de Nederlandse provincie Zuid-Holland.
Het waterschap was verantwoordelijk voor de vervening, drooglegging en later de waterhuishouding in de polder. De Lageveensemolen bemaalt sinds 1890 de Lageveense Polder.